# Jaume Comas
Jaume Comas Font (Premià de Mar, 2 agosto 1974) è un ex cestista spagnolo.

## Carriera
Con la Spagna ha disputato i Giochi olimpici di Atene 2004.

## Palmarès
- Liga catalana: 2

Lleida: 2002, 2003